# ألبرت غروفز (لاعب كرة قدم)
ألبرت غروفز (بالإنجليزية: Albert Groves)‏ (1 يناير 1886 بنيوبورت في المملكة المتحدة - 1 يناير 1960) هو مدرب كرة قدم ولاعب كرة قدم بريطاني (وحمل سابقاً جنسية المملكة المتحدة لبريطانيا العظمى وأيرلندا) في مركز الدفاع. لعب مع بورت فايل ونادي والسول ووولفرهامبتون واندررز وAberdare Athletic F.C. ‏ وWillenhall F.C. ‏.